# 182262 Solène
(182262) Solène, denumire internațională (182262) Solene, este un asteroid din centura principală de asteroizi.

## Descriere
182262 Solène este un asteroid din centura principală de asteroizi. A fost descoperit pe 17 aprilie 2001 la Saint-Véran de Observatorul din Saint-Véran. Asteroidul prezintă o orbită caracterizată de o semiaxă mare de 2,45 ua, o excentricitate de 0,13 și o înclinație de 3,0° în raport cu ecliptica.